# 田心子 (臺中市)
田心子，原寫為田心仔，又稱為安田莊，是臺灣臺中市大安區的一個傳統地域名稱，位於該區西北部。相較於今日行政區，其範圍大致為頂安里西部不含北部邊界地帶。

## 歷史
台灣清治末期，田心子地區為一街庄，稱為「田心仔庄」，隸屬於苗栗三堡。該庄西北、北及東北與新庄仔庄為鄰，東南與頂大安庄為鄰，西南邊及西邊為下大安庄。
1901年（日明治三十四年）11月，全台廢縣廳改設二十廳，該庄隸屬於苗栗廳。1903年（明治三十六年）6月，該庄編入「大安區」，仍隸屬於苗栗廳。1909年（明治四十二年）10月，全台二十廳合併為十二廳，苗栗廳廢止，大安區改隸屬於臺中廳。1920年（大正九年），全台地方制度大改正，該庄改制為「下大安」大字，隸屬於臺中州大甲郡大安庄。
戰後大安庄改制為大安鄉，隸屬於臺中縣，大字亦改制為村。1950年10月，中、彰、投分治，大安鄉隸屬不變。2010年12月，隨著臺中縣、市合併為直轄臺中市，大安鄉改制為大安區，村亦改制為里。

## 聚落
本地區有安田莊（田心仔）、頂安社區等聚落。

## 交通
省道台61線又稱「西部濱海快速公路」，是新北市八里至臺南市安南的快速公路，大致以北北東—南南西走向轉東北—西南走向經過田心子地區東南部邊界地帶。由此可快速前往台灣西部海岸各地。
區道中7線（中山北路）是田心子至水汴頭的道路，其北側端點位於本地區中部安田莊聚落。由此向南南西轉西南可前往下大安西部、北汕西部、海墘厝、溪洲西北部、龜殼、中庄、東勢尾、六塊厝東北部的水汴頭聚落並止於省道台1線路口。
區道中9線（東西一路）是田心子至下腳踏的道路，其北側端點位於本地區南部區道中7線路口。由此向東南轉東再轉東南出境後，可經頂大安轉南南西前往下大安、北汕、頂腳踏西南部邊界地帶並止於市道132號路口。